# 哈特-普尔格施塔尔
哈特-普尔格施塔尔是奥地利施蒂利亚州格拉茨城郊县的一个市镇。总面积15.84平方公里，总人口1642人，人口密度103.7人/平方公里（2001年）。